# Enkirch
Enkirch ist eine Ortsgemeinde an der Mosel, unterhalb von Traben-Trarbach. Sie gehört der Verbandsgemeinde Traben-Trarbach an, im Landkreis Bernkastel-Wittlich, in Rheinland-Pfalz.

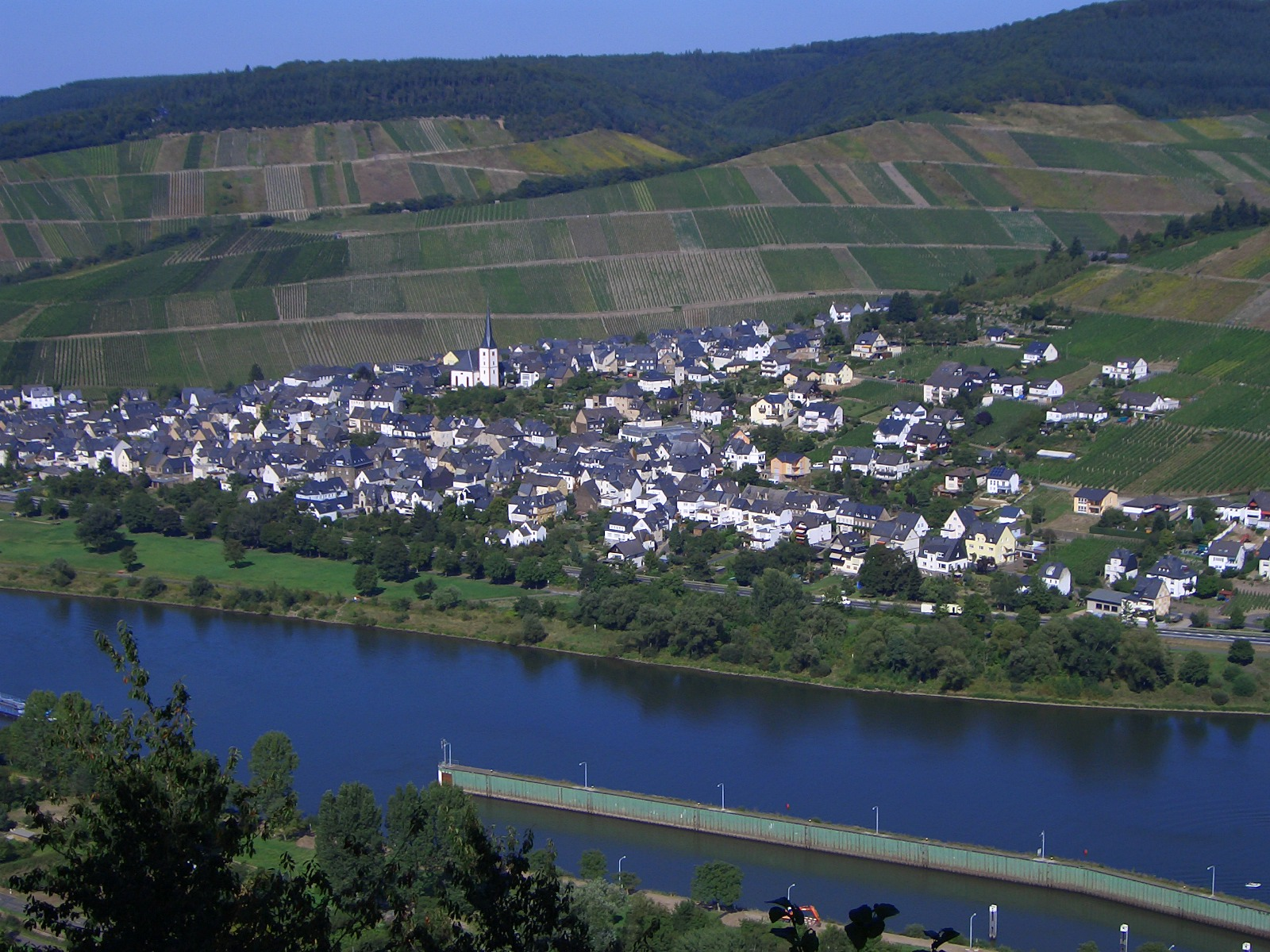
Enkirch im August 2005

## Geographie
Enkirch liegt etwa 9 km nordöstlich von Bernkastel-Kues und 19 km südlich von Cochem auf der rechten Moselseite bei Moselkilometer 102. Ein weit verzweigter Bachlauf (Ahringsbach und Großbach) aus dem Hunsrück mündet dort. Bei Moselkilometer 103 befindet sich die Staustufe Enkirch.

## Geschichte
Der Name des Ortes entwickelte sich von Anchiriacum über Ankaracha – Anckircha – Enkricha zu Enkirch.
Schon lange vor der ersten urkundlichen Erwähnung im Jahre 733 war das Gebiet von Enkirch besiedelt. Dies belegen zahlreiche Fundstücke, die in den Enkircher Heimatstuben ausgestellt sind. Die ersten Siedlungsspuren werden dem 3. Jahrtausend vor Christus zugeordnet, einer Zeit, die von Fachleuten als Jungsteinzeit oder Neolithikum bezeichnet wird. Damals wurden die Menschen, die bisher als Jäger und Sammler umherzogen, allmählich sesshaft.
Auch aus späteren Jahrhunderten sind inzwischen zahlreiche Fundstücke zusammengekommen, die ebenfalls in den Heimatstuben zu sehen sind.
Die erste urkundliche Erwähnung erfolgte, als Adela, die Tochter des merowingischen Adeligen Hugobert und Irmina von Oeren, das von ihr gestiftete Kloster Pfalzel in ihrem Testament bedachte. In dieser Urkunde vom „1. April im 12. Jahre der Herrschaft des Königs Theodericus“ (732/733) heißt es: „Ebenso gebe ich an das schon erwähnte Kloster meine Anteile an den Häusern von Anchiriacum, Ursiacum und Caimitas (Kaimt), die über der Mosel gelegen sind.“
Im Buch zur 1250-Jahr-Feier des Ortes schreibt der Enkircher Heimatforscher und Ehrenbürger Hans Immich-Spier, dass die Originalurkunde als verloren gilt. Als Anfang des 11. Jahrhunderts die Geschichte des Klosters Oeren aufgezeichnet wurde, „kam es zu einem Lesefehler, wodurch aus „Adela, filia Hugoberti“ eine filia Dagoberti gemacht und somit auch Adelas Mutter Irmina „von Oeren“ zu ihrer Schwester. Somit wurden beide zu Töchtern Dagoberts II., der 679 ermordet wurde. Alle späteren Urkunden verwenden diese Version.“
Es konnte dann später durch den luxemburgischen Landeskundler Prof. Wampach anhand der einleitenden Datierung des Testamentes (s. o.) nachgewiesen werden, dass diese Version falsch ist. „Frühere Bearbeiter der Urkunde glaubten, es handele sich um Theuderich III. (673–691), deswegen die frühere Datierung von 690“, schreibt Immich-Spier weiter.

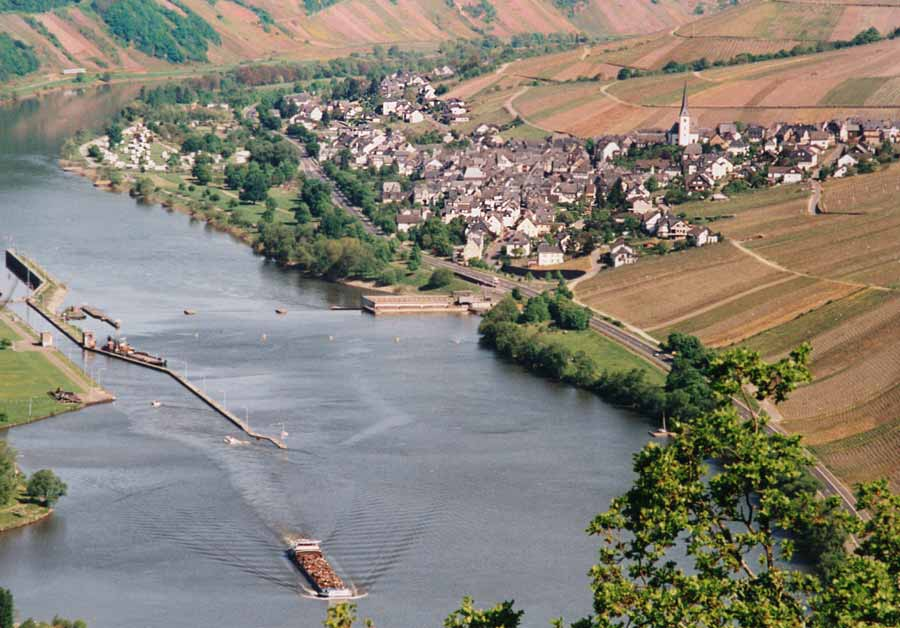
Blick von Starkenburg auf Enkirch und die Schleuse.

Enkirch, Marktflecken, unterhalb Trarbach, auf dem rechten Moselufer gelegen, zählt nicht völlig 2000 Einwohner (208 Haushaltungen im Jahr 1741), deren Nahrung einzig auf einem sehr ausgebreiteten Weinbaue beruht. In guten Jahren können auf der fruchtbaren Markung 1500 Fuder Wein gewonnen werden, und es gehört dieses Gewächs zu den edelsten der Mosel. Insbesondere erzeugt der Stephansberg ungemein liebliche, frühzeitig lagerreife Weine, die jedoch, der Natur der sogenannten Heckenweine verwandt, minder schwer und nachhaltig sind, als das Erzeugniß der dem Flusse, zugekehrten Berge. Dieser Reichtum an Rebensaft kann indessen den Mangel an Trinkwasser nicht vollständig ersetzen; des einzigen Brunnens Ausbeute wird täglich einmal unter die Einwohner ausgeteilt.
Adela, die Tochter Dagoberts, gibt dem von ihr gestifteten Kloster zu Pfalzel durch Testament vom 1. April 690 u. a. ihren Anteil an der „Villa Enchiariaci“. Am 10. Februar 908 schenkte König Ludwig IV. die bisher von Rothard besessenen Lehen, insbesondere Kirche und Manse zu Ankaracha, an Erzbischof Ratbod von Trier.
1052 erwarb Erzbischof Eberhard durch einen Leihe-Vertrag (Prekarie) von dem Grafen Walram von Arlon auch dessen Güter in Enkirch. Im Jahr 1056 vergab die sogenannte Königin Richenza auch ihr Eigentum in Enkirch an das Kloster Brauweiler. Die Stiftungsurkunde des Klosters Ravengiersburg, 1074, nennt unter den verschiedenen Gaben des Grafen Berthold einen Hof in Enkirch. Vielleicht schon vom 11. Jahrhundert an gehörte das Dorf Enkirch zur Grafschaft Sponheim. Die Burg Starkenburg wurde in der Nähe von Enkirch im 12. Jahrhundert gebaut und war Residenz der Hinteren Grafschaft (Sponheim-Starkenburg). Im Jahr 1248 erhielt Enkirch den Freiheitsbrief und bekam somit Stadt- und Marktrecht nebst eigener Gerichtsbarkeit. Der Flecken war einer der Hauptorte der Grafschaft, von einer Stadtmauer mit sieben Toren umgeben. Die oben erwähnte Kirche diente auch als Wehrkirche. In den Jahren 1275 und 1277 wird „Gerardus Decanus christianitatis in Enckerich“ genannt. Die Kirche unterstand dem Landkapitel (Archidiakonat) von Karden. Im Jahr 1342 kaufte die Gräfin Loretta von Sponheim von Tillmann von Wahlen deren Gut in Enkirch (Heidengut), also genannt nach einem Heidentempel, von dem noch heute dicke Säulenschaften aus odenwalder Syenit und eine leichte Vertiefung des Bodens die Stätte andeuten. In einer Fehde des Grafen Johann III. von Sponheim-Starkenburg mit Erzbischof Boemund II. von Trier wurde Enkirch von den Erzbischöflichen eingenommen und stark beschädigt. 1360 und 1402 verpfändete Graf Johann IV. Enkirch an den Pfalzgrafen Ludwig III. Im Jahr 1557 wurde wie in Trarbach auch in Enkirch von den Gemeinsherren der Hinteren Grafschaft Sponheim die Reformation eingeführt und erscheint hierselbst 1567 Henricus Gallus als lutherischer Prediger, dergleichen zwar vielleicht schon dessen unmittelbarer Vorgänger, Johann Marburg, gewesen.
Einige Jahre später, 1574, stand die 1/4 Stunde von dem Marktflecken, unter dem Stephansberge belegene Klause, die auch die Propstei oder Enkerichhausen genannt wird, unter einem weltlichen Verwalter. „In Betrachtung der Clausen zu Trarbach Renten und Einkommen dermassen schlecht und gering beschaffen, also, daß eine hinreichende Anzahl unvermöglicher Leut zu underhalten unmöglich“, fanden die Gemeinsherren der hinteren Grafschaft für gut, „aus christlicher Lieb und angeborner fürstlicher Miltigkeit, daß die Renten und Gefälle der Clausen zu Trarbach, das Spital zu Enkirch und die Propstei außerhalb Enkirch dahin zu wenden und anzulegen, damit ein nothdürftiges Hospital denen allein, so durch Unvermöglichkeit ires Leibs, Alters, oder sonst ihrer Gelegenheit nach sich nicht ernehren können“ zum Besten unterhalten werde. Diesem Hospitale wurde die enkirchner Klause eingeräumt, auch den Pfründnern eine besondere Ordnung vorgeschrieben. Nachdem die Hintere Grafschaft Sponheim durch Beschluss der Reunionskammer zu Metz mit Frankreich vereinigt worden war, kamen mit den französischen Truppen einige Franziskaner in das Land. Ihnen wurde von den französischen Behörden die in schweren Zeiten von den Pfründnern verlassene Klause samt der verfallenen Kirche zugewiesen; die Ordensbrüder erbauten sich eine armselige Wohnung und erhielten 1685 von König Ludwig XIV. eine Fundationsurkunde, in der ihnen zugleich die neugestifteten katholischen Pfarreien in Enkirch, Trarbach und Traben anvertraut wurden, gegen Bezug einer jährlichen Summe von 690 Livres aus französischen Cassen. Diese Franziskaner blieben, als Ludwig XIV. 1697 seine Unionen zurückgeben musste, denn die berühmte Klausel IV des Friedensvertrags von Rijswijk hatte ihre Existenz gesichert, aber niemals konnte die protestantische Bürgerschaft sich vollständig aussöhnen mit den ihr aufgedrungenen Fremdlingen, zumal diese von Zeit zu Zeit versuchten, zu dem Mitbesitze der Pfarrkirche zu gelangen. Besonderes Missvergnügen äußerte die Gemeinde, als die Väter 1761 einen Neubau ihres Klosters vornahmen. Damals erschien im Drucke: „Memorial“ an Ein Hochpreisliches „Corpus Evangelicorum“, von der Evangelischen Bürgerschaft zu „Enkirch“ an der Mosel „d. d. 18. Febr. 1763“. Den von diesen „Franciscanern contra Statum anni normalis attentirten“ Kloster-Bau betreffend. Nebst „Specie facti“ und l3 Beil. Fol. 5 1/2 Bög. Die Revolution zog die Stiftungsgelder „à 690“ Livres ein und bittere Armuth lastete seitdem auf dem „Conventus Fratrum Minorum Reccolectorum in Clusa B. V. Mariae dolorosae“, sodass bei der Aushebung nur mehr ein „Guardian, Vicarius, Concionator“, drei „Patres“ und vier Laienbrüder vorhanden. Gegenwärtig wird die Klosterkirche von der kleinen katholischen Gemeinde (50 Köpfe) als Pfarrkirche benutzt; aus den Gefällen der Propstei oder Klause, in deren Besitze die sponheimische Landesherrschaft geblieben war, empfangen die evangelischen Kirchen- und Schuldiener, wie von Alters her, ihre Besoldungen. Ein Heinrich von Einkirke, Encriche, erscheint 1171 und 1179, in Urkunden, eines späteren Heinrich von Enkerich Siegel, von 1357, liefert Günthers Cod. dipl. III. t. 3. No. 32.
Enkirch wird wegen der zahlreichen Fachwerkhäuser aus dem 15. bis 18. Jahrhundert „Schatzkammer rheinischen Fachwerkbaues“ genannt. Im 20. Jahrhundert lebte unter anderem der Künstler Josef Candels in Enkirch. Seit 1946 ist der Ort Teil des Landes Rheinland-Pfalz.
Dieser Abschnitt basiert auf dem gemeinfreien Text („public domain“) Johann Christian von Stramberg: Enkirch. In: Johann Samuel Ersch, Johann Gottfried Gruber (Hrsg.): Allgemeine Encyclopädie der Wissenschaften und Künste in alphabetischer Folge von genannten Schriftstellern, I. Sektion 34. Teil, Leipzig, J. F. Gleditsch 1840.

## Religion
Am 9. Mai 2011 waren von 1574 Einwohnern 986 evangelisch (63 %) und 337 katholisch (21 %).

## Politik

### Gemeinderat
Der Gemeinderat in Enkirch besteht aus 16 Ratsmitgliedern, die bei der Kommunalwahl am 9. Juni 2024 in einer personalisierten Verhältniswahl gewählt wurden, und dem ehrenamtlichen Ortsbürgermeister als Vorsitzendem.
Die Sitzverteilung im Gemeinderat:
| Wahl | SPD | CDU | FDP | FWG | Gesamt   |
| ---- | --- | --- | --- | --- | -------- |
| 2024 | 7   | 9   | –   | –   | 16 Sitze |
| 2019 | 7   | 9   | –   | –   | 16 Sitze |
| 2014 | 7   | 9   | –   | –   | 16 Sitze |
| 2009 | 7   | 6   | 1   | 2   | 16 Sitze |
| 2004 | 7   | 6   | 1   | 2   | 16 Sitze |

### Bürgermeister
Roland Bender wurde 2009 Ortsbürgermeister von Enkirch. Bei der Direktwahl am 26. Mai 2019 wurde er mit einem Stimmenanteil von 76,77 % und am 9. Juni 2024 als einziger Bewerber mit 76,8 % für jeweils weitere fünf Jahre in seinem Amt bestätigt.

### Wappen
| Wappen von Enkirch | Blasonierung: „In Schwarz ein gestürzter Anker mit silber-rot geschachten Flunken (Ankerschaufeln).“ |
| Wappen von Enkirch | Wappenbegründung: Der Anker im Wappen ist wahrscheinlich ein redendes Element (Enkirch, von Ankerich?) und erscheint bereits auf dem ältesten bekannten Siegel von 1248. Das Siegel zeigt auch die zwei kleinen Schilde mit dem Wappen der Grafen von Sponheim. Als die Hintere Grafschaft Sponheim ein gemeinsamer Besitz der Baden und einer pfälzischen Nebenlinie (Pfalz-Simmern, danach Pfalz-Zweibrücken bzw. Pfalz-Birkenfeld) wurde, zeigten die zwei Schilde den Löwen der Pfalz und den Schrägbalken von Baden, das sponheimische Wappen wurde als dritter Schild auf der Unterseite des Ankers angebracht. Im späten 19. Jahrhundert wurde das alte Wappen wiederhergestellt. |

## Bauwerke
Touristisch hervorzuheben sind die evangelische und die katholische Kirche.
Sehr anschauliche alte Fachwerkhäuser in engen sehr beeindruckenden Gassen, die das Flair des Mittelalters wieder aufleben lassen. Im Bereich des Kirchangers befinden sich zudem noch Überreste der mittelalterlichen Stadtbefestigung.
Enkirch verfügt neben seinen historischen Fachwerkhäusern auch über zahlreiche klassizistische Gebäude, die in der Zeit zwischen Mitte des 19. Jahrhunderts und dem Ende des Ersten Weltkriegs entstanden sind, darunter die imposante alte Dorfschule, die zusammen mit dem Tersteegen-Haus im örtlichen Vereinsleben u. a. den Musikverein beheimatet und nicht mehr als Schule verwendet wird. Hierzu befindet sich im Ortskern eine moderne Grundschule.
Seit Mai 2014 fördert die Bürgerstiftung Fachwerkdorf Enkirch bürgerschaftliches Engagement mit dem Ziel, den historischen Ortskern von Enkirch und seine Baudenkmäler in ihrer jetzigen oder ursprünglichen, historischen Gestaltung zu erhalten und zu sanieren.

## Verkehr
Enkirch liegt an der Bundesstraße 53 und den Landesstraßen 192 und 193.

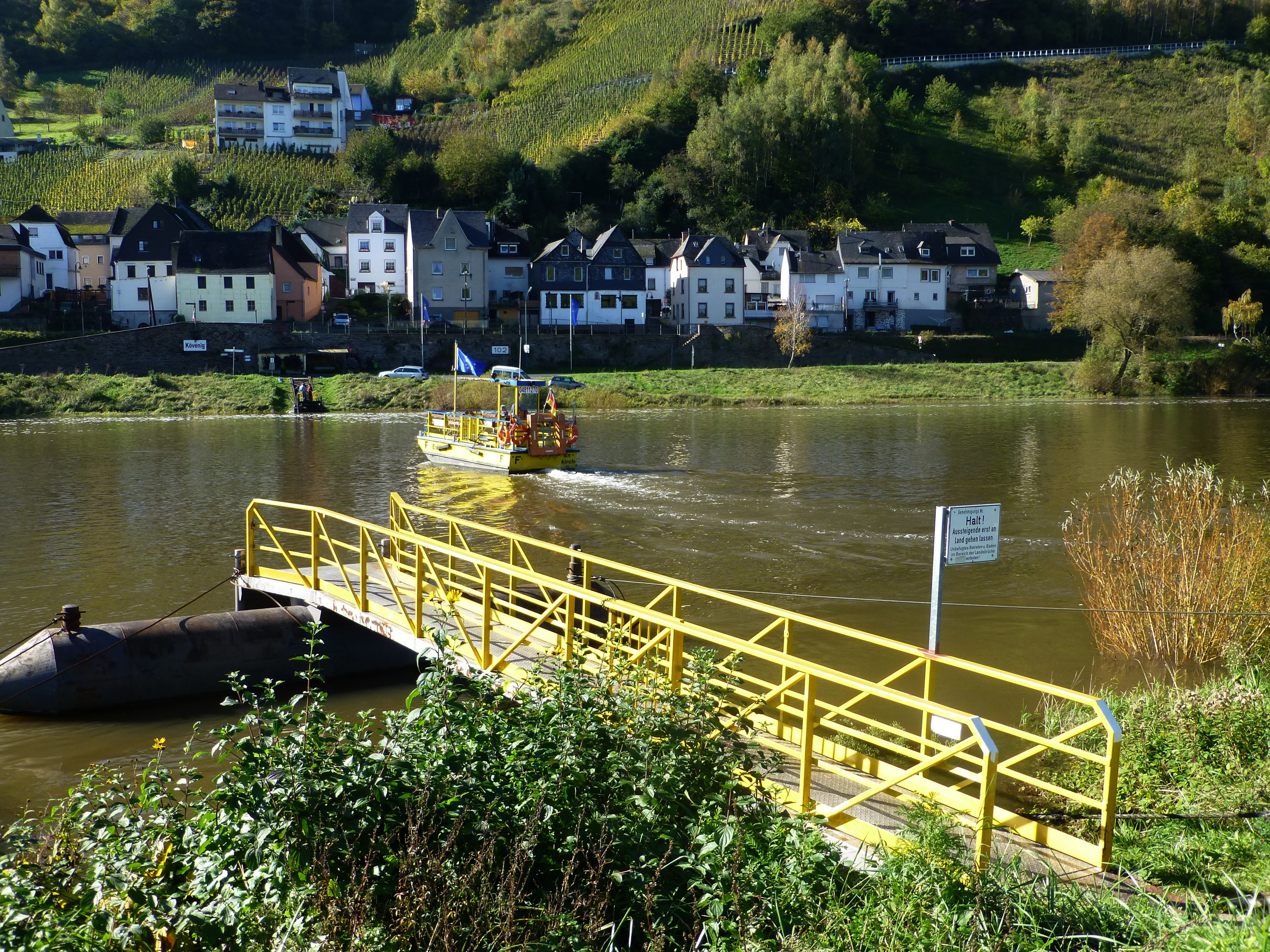
Die Personen- und Fahrradfähre Enkirch – Kövenig (2014)

Die Fähre Enkirch – Kövenig, eine kleine Motorfähre, pendelt zwischen Enkirch und dem gegenüber liegenden Kövenig. Das derzeitige Fährschiff, die Enkirch, bringt Wanderer und Fahrradfahrer über den Fluss. Motorfahrzeuge müssen zur Überquerung der Mosel die nächste Brücke in Reil oder in Traben-Trarbach benutzen.